# Pavel Nedvěd
Pavel Nedvěd (født 1972 den 30. august i Cheb, Tjekkiet) er en tidligere tjekkisk fodboldspiller.
Han er mest kendt for sin tid i Juventus hvor han spillede siden sæsonen 01/02 til han sluttede sin karriere i 2009.

Pavel Nedvěd regnes som en af de største spillere som har spillet for Juventus i nyere tid, og han har legende-status hos mange af klubbens fans.
Inden da spillede han i den italienske klub Lazio. Efter VM i Tyskland meddelte Nedved, at han ønskede at stoppe på det tjekkiske landshold.

## Privatliv
Til dagligt bor Nedvěd i Torino sammen med sin kone Irana og deres to børn.
Han er gode venner med sin tidligere træner Karel Brükner, som han også kommenterer ishockey med.[kilde mangler]

## Spillerbiografi
- Dukla Prag (1991-1992)
- Sparta Prag (1992-1996)
- Lazio (1996-2001)
- Juventus (2001-2009)

1. ↑  Navnet er anført på engelsk og stammer fra Wikidata hvor navnet endnu ikke findes på dansk.